# Noelia Gil
Noelia Gil Pérez (Madrid, España, 23 de mayo de 1994) es una futbolista profesional española. Actualmente juega en el Alhama Club de Fútbol.

## Trayectoria deportiva
Debutó en el Atlético de Madrid donde estuvo hasta 2016 cuando fichó por la U.D. Granadilla Tenerife, en 2018 firmó con el Sevilla F. C., en 2019 fichó por el Málaga CF Femenino y en 2020 ficha por el Valencia C. F.. En 2022 ficha por el recién ascendido Alhama Club de Fútbol.
Fue internacional Sub-17 con la Selección femenina de fútbol de España donde ganó en 2011 el Campeonato Europeo Femenino Sub-17 de la UEFA.

## Clubes
| Club                     | País   | Año         |
| ------------------------ | ------ | ----------- |
| Atlético de Madrid       | España | 2011 - 2016 |
| U.D. Granadilla Tenerife | España | 2016 - 2018 |
| Sevilla F. C.            | España | 2018 - 2019 |
| Málaga CF Femenino       | España | 2019 - 2020 |
| Valencia C. F.           | España | 2020 - 2022 |
| Alhama Club de Fútbol    | España | 2022        |